# Bornambusc
Bornambusc település Franciaországban, Seine-Maritime megyében. Lakosainak száma 243 fő (2022. január 1.). Bornambusc Bréauté, Écrainville, Goderville és Manneville-la-Goupil községekkel határos.

## Népesség
A település népességének változása:
| Lakosok száma | 270  | 262  | 267  | 260  | 256  | 251  | 248  | 247  | 243  |
|               | 2013 | 2015 | 2016 | 2017 | 2018 | 2019 | 2020 | 2021 | 2022 |